# Робер де Сорбон
Робе́р де Сорбо́н (фр. Robert de Sorbon; 9 жовтня 1201, Сорбон — 15 серпня 1274, Париж) — французький теолог, духівник Людовика IX, засновник богословського коледжу Сорбонна (від XVII ст. — Паризький університет).

## Життєпис
Робер де Сорбон народився у незаможній родині в Сорбоні, на території нинішнього департаменту Арденни.
Ставши на шлях духівника, він вирушив на навчання до Реймса та Парижа. Сорбон був відомий своїм благочестям і красномовством, цим він здобув заступництво графа д'Артуа і короля Франції Людовика IX. Близько 1251 року Робер став каноніком у Камбре, після чого отримав місце королівського духівника в Парижі (1258).
Перші учні з'явилися близько 1253 року, а в 1257 році він заснував Сорбоннский дім (Maison de Sorbonne), коледж в Парижі, призначення якого спершу зводилося до того, щоб навчити богослов'я два десятки незаможних студентів. Коледж фінансував сам король Людовик. В 1259 р. цей коледж отримав благословення Папи Римського. Коледж Робера де Сорбона був тим центром, навколо якого невдовзі постав Паризький університет. Проте це був не перший коледж, створений в Парижі, перші заклади такого типу існували вже у XII столітті. Теологічний факультет і сам університет згодом стали відомі під назвою Сорбонни. Робер де Сорбон виконував обов'язки канцлера університету, вчив і проповідував в коледжі до своєї смерті в 1274 році.